# Olof Dreijer
Olof Bjorn Dreijer (Nacka, 27 novembre 1981) è un disc jockey e produttore discografico svedese.

## Biografia
Con la sorella Karin Dreijer ha formato il duo elettropop The Knife, attivo dal 1999 al 2014. Benché il gruppo abbia suonato raramente dal vivo, Olof si è esibito da solista come DJ Coolof. Tra le sue influenze come DJ ha citato, in un'intervista su Resident Advisor: Richie Hawtin/Plastikman, Luciano e le label Perlon, Traum Schallplatten/Trapez, Telegraph ed Einmalen. Tra il 2008 e il 2010 Olof ha pubblicato quattro EP con lo pseudonimo di Oni Ayhun. Nell'ottobre 2010 Olof ha partecipato al remix di Kuar di Emmanuel Jal, un'opera politica per promuovere le libere elezioni in Sudan.